# Yeison López
Yeison López López (Istmina, Chocó, 1 de septiembre de 1999) es un levantador de pesas colombiano.  Compitió en los Juegos Olímpicos de París 2024, donde ganó la medalla de plata. 

## Trayectoria
Comenzó a levantar pesas en 2016 y siguió a su primo, Wilmer Hernán Torres López, quien fue campeón general panamericano de 2010 en la categoría de 94 kg.
En agosto de 2024, compitió en la prueba masculina de 89 kg en los Juegos Olímpicos de Verano de 2024 celebrados en París, Francia. Levanté 390 kg en total y gané una medalla de plata. Tres semanas antes había sufrido una lesión en la espalda.

## Filmografía
| Año  | Título                               | Rol          | Nota               |
| ---- | ------------------------------------ | ------------ | ------------------ |
| 2018 | Desafío 2018: Súper Humanos, 15 Años | Participante | Caracol Televisión |